# Celestino Caballero
Celestino Caballero Martinez (* 21. Juni 1976 in Colón, Panama) ist ein panamaischer Boxer im Feder- und Superbantamgewicht. Er wird von Rogelio Espino trainiert.

## Profi
Am 18. November 1998 gab er erfolgreich sein Profidebüt. Im Oktober des Jahres 2006 wurde er im Superbantamgewicht Weltmeister der WBA, als er den Thailänder Somsak Sithchatchawal durch klassischen K. o. in Runde 3 besiegte. Nach insgesamt fünf aufeinanderfolgenden Titelverteidigungen trat er am 21. November 2008 gegen den IBF-Weltmeister Steve Molitor in der Titelvereinigung an und gewann durch T.K.o. in der 4. Runde.
Beide Gürtel verteidigte er im darauffolgenden Jahr gegen Jeffrey Mathebula durch geteilte Punktrichterentscheidung und gegen Francisco Leal durch Aufgabe in Runde 8. Im Jahr darauf legte er beide Titel nieder und wechselte ins Federgewicht. In dieser Gewichtsklasse eroberte er durch einen Punktsieg über den Argentinier Jonathan Victor Barros am 14. Oktober 2011 den regulären WBA-Weltmeistertitel und verteidigte diesen Ende Dezember desselben Jahres.